# Murici Futebol Clube
El Murici FC es un equipo de fútbol de Brasil que juega en el Campeonato Alagoano, la primera división del estado de Alagoas.

## Historia
Fue fundado el 7 de septiembre de 1974 en la ciudad de Murici del estado de Alagoas, aunque pasaron 25 años para competir por primera vez en un torneo oficial cuando entró al Campeonato Alagoano en 1999, donde terminó en quinto lugar.
En 2010 se consagra campeón del Campeonato Alagoano por primera vez, con lo que logró clasificar por primera vez a la Copa de Brasil y al Campeonato Brasileño de Serie D, aunque el sueño de competir en una liga nacional fue postergado porque la ciudad de Murici fue devastada por una inundación provocada por el Río Mundaú a finales de 2010.
Oficialmente participa por primera vez a escala nacional en la Copa de Brasil de 2011 ante el CR Flamengo de Río de Janeiro en la ciudad de Maceió por la inundación en Murici, donde al final fue derrotado con marcador de 0-3.
En 2015 juega la Copa de Brasil por segunda ocasión en donde volvió a ser eliminado en la primera ronda. Al año siguiente el club es descalificado del Campeonato Alagoano tras tres fechas jugadas por no haber inscrito al menos 18 jugadores para el torneo, aunque tras apelar el club retornaría a la competición en donde finalizaría en el tercer lugar, lo suficiente para clasificar al Campeonato Brasileño de Serie D, donde fue eliminado en la primera fase con dos victorias, dos empates y dos derrotas.
En 2017 clasifica a la Copa de Brasil por tercera ocasión, donde en esta oportunidad logra avanzar hasta la tercera ronda donde eliminó a Esporte Clube Juventude del estado de Río Grande del Sur en la primera ronda y al América Mineiro del estado de Minas Gerais en la segunda fase para luego ser eliminado por el histórico Cruzeiro EC de Belo Horizonte. En ese mismo año clasifica por segunda ocasión al Campeonato Brasileño de Serie D donde vuelve a ser eliminado en la primera ronda.

## Palmarés
- Campeonato Alagoano: 1

2010
- Copa Alagoas: 1

2014
- Alagoano Serie B: 1

1998